# Жулин, Дмитрий Анатольевич
Дмитрий Анатольевич Жулин (27 июня 1977, Москва, РСФСР, СССР — 21 сентября 2020, 61-й км автодороги Владимир — Гусь-Хрустальный — Тума, близ пос. Мезиновский, Гусь-Хрустальный район, Владимирская область) — российский актёр театра и кино. С 1997 по 2005 годы — актёр Государственного академического Малого театра России.

## Биография
Коренной москвич Дмитрий Анатольевич Жулин родился, учился и работал в родном городе. 
Родился 27 июня 1977 года, учился в московской школе № 639.
В 1999 году окончил Высшее театральное училище имени М. С. Щепкина (курс О. Н. Соломиной и Ю. М. Соломина).
Проходил срочную службу на флоте.
С 1997 по 2005 годы работал в Малом театре.
Был ведущим ТВ-лотереи «Спортлото 6 из 49».
Широкую известность и популярность Дмитрию Жулину принесла роль Алексея Казарина в сериале «Александровский сад» и в следующих трех продолжениях из этого цикла.
В мае 2009 года, сразу после съёмок сериала «Охота на Берию», стало известно, что актёр ушёл в монастырь и стал послушником.
В 2014 году Дмитрий вернулся в профессию.

### Гибель в ДТП
Как сообщил изданию «Подъём» источник в полиции, Дмитрий Жулин находился за рулём автомобиля Renault Duster и нарушил ПДД, не предоставив преимущество водителю маршрутного автобуса. ДТП произошло 21 сентября 2020 года, около 9:00 на 61-м километре дороги «Владимир — Гусь-Хрустальный — Тума». Актёр погиб на месте, его пассажир (мама Жулина — Светлана Ивановна) получила травмы, водитель и пассажиры автобуса не пострадали.
Дмитрий Жулин похоронен 26 сентября 2020 года на  Домодедовском кладбище (участок №63). В день его похорон скончалась мама Жулина — Светлана Ивановна.

## Роли в театре
Роли на сцене Малого театра
- 1997 — П. Восьмибратов, «Лес» А. Н. Островского. Режиссёр: Юрий Соломин
- 1999 — Гвидон, «Сказка о царе Салтане» А.C. Пушкин, режиссёр В. Н. Иванов
- 2002 — Бирон, «Усилия любви…» Шекспира, режиссёр В. Н. Иванов

Антреприза
- 2000 — Фидиппид — «Облака», АРИСТОФАН, режиссёр В. Коняев.

## Фильмография
1. 2002 — «Деньги» (не был завершён) — эпизод
2. 2004 — Экстраскоп — главная роль
3. 2005 — Александровский сад — Алексей Казарин, лейтенант / капитан МГБ, помощник коменданта Кремля
4. 2007 — Александровский сад 2 — Алексей Казарин, майор МГБ
5. 2007 — Если у Вас нету тёти (Украина) — Пётр
6. 2007 — Маршрут
7. 2008 — Охота на Берию — Алексей Казарин, подполковник МГБ, помощник коменданта Кремля
8. 2015 — Ботаны — старший лейтенант Орлов Алексей Андреевич, командир экспериментальной IT-роты
9. 2017 — Родное сердце — Антипенко